# (32827) 1992 DF1
1992 DF1 (asteroide 32827) é um asteroide da cintura principal. Possui uma excentricidade de 0.31084330 e uma inclinação de 21.19700º.
Este asteroide foi descoberto no dia 28 de fevereiro de 1992 por Spacewatch em Kitt Peak.